# ピロー砦の戦い
ピロー砦の戦い（ピローとりでのたたかい、英: Battle of Fort Pillow）また特に北部ではピロー砦虐殺（ピローとりでぎゃくさつ、英: Fort Pillow Massacre）は、南北戦争中の1864年4月12日に、テネシー州ヘニングのミシシッピ川沿いピロー砦で行われた戦闘である。この戦闘では、降伏したアフリカ系アメリカ人の部隊に対する虐殺が、南軍ネイサン・ベッドフォード・フォレスト少将によって遂行されたのか、あるいは見過ごされたのかについて大きな議論を呼んだ。軍事歴史家のデイビッド・J・アイヒャーは「ピロー砦はアメリカの軍事史の中で最も暗く悲しい出来事の一つとなった」と結論付けた。

## 背景
ピロー砦はテネシー州メンフィスの40マイル (64 km) 北にあり、1862年初期にギデオン・ジョンソン・ピロー将軍が建設し南北戦争の両軍が使用していた。ニューマドリードとアイランドNo.10が北軍に陥落したときの1862年6月4日に、南軍が他の部隊から孤立しないために砦を放棄した。北軍は6月6日に砦を占領し、メンフィスへの川からの接近に対して守るために使った。
砦は高い崖の上にあり、半円状に配置された3本の塹壕線で守られ、奥行き4フィート (1.2 m)、高さ6ないし8フィート (1.8-2.4 m) の胸壁には回りに溝が掘られていた（戦闘中、厚い胸壁はその上に登らなければ接近する敵兵に発砲できず、上に居れば敵の銃火の標的にされたために、実際には不利であることが分かった。同様に砦に6門あった大砲は、敵が接近してしまうと砲弾を撃ち込むことが難しいことも分かった）。ジェイムズ・マーシャル艦長が指揮する北軍の砲艦USSニューエラも防衛のために使うことができた。
1864年3月16日、フォレストは7,000名の騎兵を率いて西テネシーとケンタッキー州への1ヶ月にわたる騎兵襲撃を発した。その目的は、北軍の捕虜や物資を捕獲し、メンフィスの北にあるケンタッキー州パデューカの前哨基地と砦を破壊することだった。フォレストの騎兵軍団は「西テネシーおよび北ミシシッピ騎兵方面軍」とも呼び、ジェイムズ・R・チャルマーズ准将（ロバート・V・リチャードソン准将とロバート・M・マカロック大佐の旅団）およびエイブラハム・ビュフォード准将（タイリー・H・ベル大佐とA・P・トンプソン大佐の旅団）が率いる2個師団で構成された。
この遠征の中で2つの重要な戦闘があり、その最初のものは3月25日のパデューカの戦いで、フォレスト部隊がパデューカの町とその軍事物資にかなりの被害を与えた。3月後半と4月初旬にはこの地域で数多くの小戦闘が起こった。フォレストは補給物資を必要としており、約1,500ないし2,500名の騎兵を伴ってピロー砦に進む作戦を立てた（フォレストはビュフォードに任せた配下の一部を再度パデューカを攻撃するために派遣していた）。フォレストは4月4日に、「ピロー砦には500ないし600名の北軍兵がおり、我々が欲しい馬や物資を持っているので、1日か2日で形をつけてこよう」と記していた。
ピロー砦の守備隊は約600名であり、アフリカ系アメリカ人と白人がほぼ同数だった。黒人兵は第2アメリカ有色人種軽砲兵隊と第6アメリカ有色人種重砲兵隊に所属し、全体指揮はライオネル・H・ブース少佐が執った。多くは元奴隷であり、南軍に対して敗北すれば良くても即座に奴隷の身分に戻るという帰結を理解していた。白人兵はウィリアム・F・ブラッドフォード少佐が指揮する西テネシーの北軍連隊、第13テネシー騎兵隊の大半が新兵だった

## 戦闘

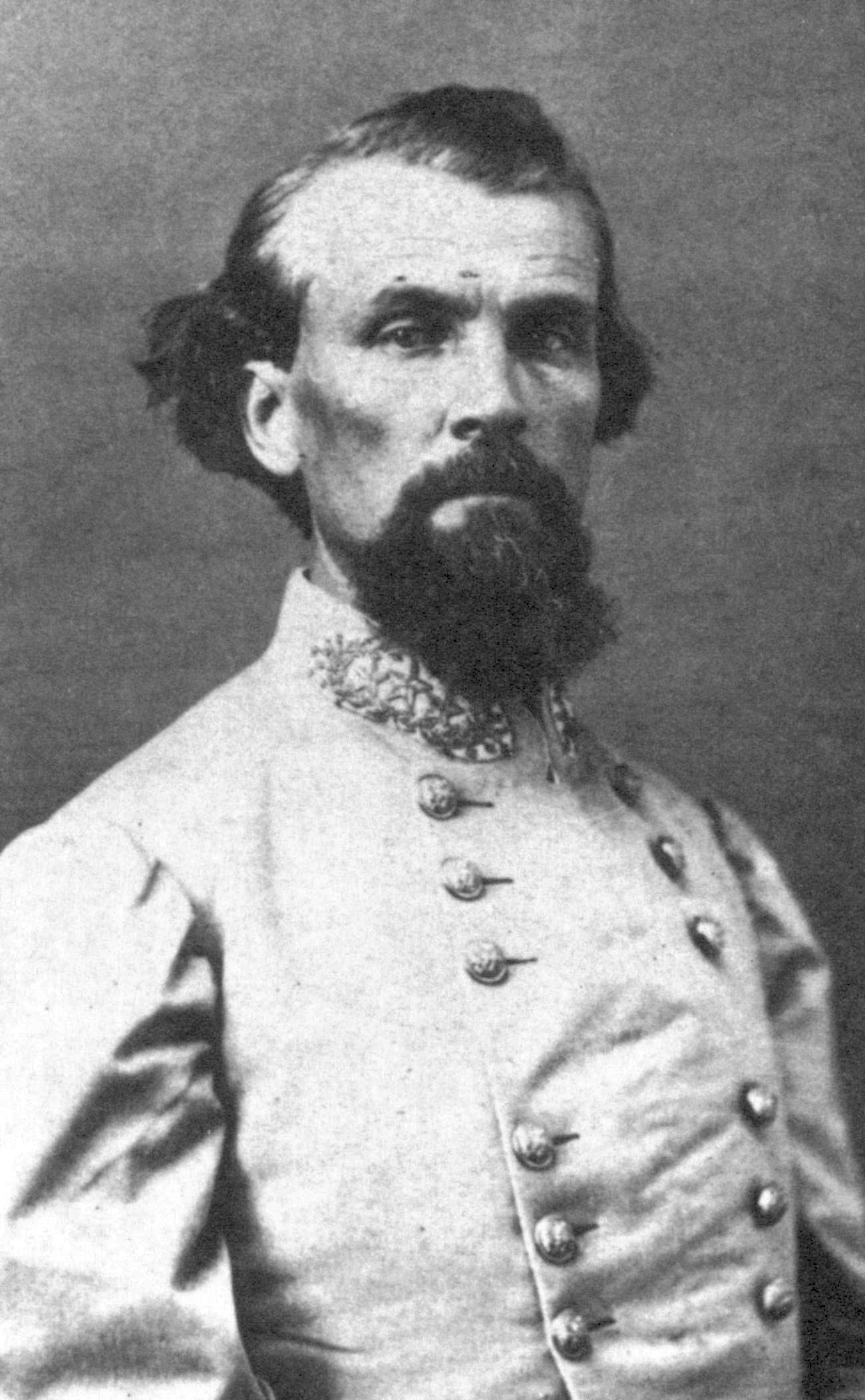
ネイサン・ベッドフォード・フォレスト将軍

フォレストは4月12日午前10時にピロー砦に到着した。この時までにチャルマーズは既に砦を囲んでいた。流れ弾がフォレストの馬を直撃してフォレストを投げ出させて負傷させ、不愉快な思いにさせた（これはフォレストがその日失った3頭の馬のうち最初のものだった）。フォレストは砦を見下ろす高台に狙撃兵を配置し、守備隊の多くの者に直接銃弾を見舞わせた。ブース少佐が狙撃兵の弾を胸に受けて戦死し、ブラッドフォードが指揮を引き継いだ。午前11時までに南軍は砦の南端から約150ヤード (135 m) にある兵舎2列を占領した。北軍兵は南軍がそれらを占領するまえに破壊しておくことに失敗し、守備隊はそこから殺人的な銃火を浴びることになった。
ライフル銃と大砲の発砲が午後3時半まで続いた。フォレストは「私は今、貴軍の無条件降伏を要求する。同時にあなた達は戦争捕虜として扱われることを保障する。...私は新たに弾薬を手に入れ、あなた達の砦を襲撃で奪取もできる。もしそうする必要があるならばあなた達は結果を受け入れなければならない。」と書いたメモを砦に送って降伏を要求した。ブラッドフォードは南軍がブースの戦死したことを知っていないことを願っていたので自分の名前を隠し、熟考のために1時間を要請した。フォレストは川から援軍が間もなく到着するものと考え、20分しか与えないと返事し、「その時間が過ぎて砦が降伏しなければ、私が襲撃する」と言った。ブラッドフォードの最終回答は「私は降伏しない」だった。フォレストはそのラッパ手に突撃ラッパを吹くよう命じた。
南軍の襲撃は猛烈だった。狙撃兵が砦に向かってその発砲を続ける一方で、最初の一波は溝に入って立ち、第二波がその背中を踏み台に使った。この第二波が胸壁に上ると第一波の者達が土盛りの出っ張りを攀じ登るのを助けた。この行程がすべてそつなく進行し狙撃兵や側面支援からの銃火を除いてほとんど発砲も無かった。そのニューエラに対する発砲によって、砲艦の水兵たちに砲門を閉じ砲撃を控えるようにさせた。狙撃兵達が発砲を控えるよう合図を受けた時に、出っ張りの上の兵士達が土盛りを乗り越え、ここで初めて砦の中に密集した兵士に発砲した。守備隊は短時間戦ったが直ぐに崩れ、崖の麓にある上陸点に向かって我先に走り始めた。そこでは砲艦がブドウ弾や散弾を放って撤退を援護してくれると告げられていた。しかし砲艦はその砲門が閉じられていたために1発も放たなかった。逃げていく兵士達は後方と側面の両方からまた砲艦に向かって発砲していた兵士たちからの銃撃を受けた、多くの者が撃ち倒された。川に到着した者も水中で溺れるか、崖上の射手から狙い撃ちにされた。

## 虐殺
その後の午後4時から夕暮れまでに起こったことについて矛盾する報告書が議論のタネになった。北軍の史料では、北軍兵が降伏してもフォレスト隊は彼らを冷血に虐殺したと主張した。生き残った守備兵は、その大半が降伏し武器を投げ出したが、攻撃隊に銃で撃たれるか銃剣で刺されるだけであり、その攻撃隊は「容赦するな！容赦するな！」と叫んでいたと言った。アメリカ合衆国議会両院合同戦争遂行委員会は即座にこの事件を調査し、南軍は守備隊が降伏した後もその大半を銃撃したと結論を出した。アルバート・キャステルによる2002年の研究では、ピロー砦が「抵抗を止めるかあるいは抵抗できなくなった」後も無差別に虐殺されたと結論付けた。
これは第6アメリカ有色人種重砲兵隊のダニエル・ヴァン・ホーン中尉がその公式報告書で「砦の降伏は無かった。士官も兵士も降伏や慈悲を求めることを決してしないと宣言していた」と述べたことで議論となった。
一方、フォレストの兵士達は、北軍が逃亡していたけれども、その武器を携行し、しばしば振り返って銃撃したので、南軍兵は自己防衛のために射撃を続けざるを得なかったと主張した。北軍の軍旗は依然として砦の上に翻っており、そのことはその部隊が正式には降伏していなかったことを示していた。当時の新聞に載ったテネシー州ジャクソンの者の証言は、「フォレスト将軍が彼等に降伏を懇願した」が、「降伏の最初の合図も与えられていなかった」としていた。同様な証言が当時の多くの南部と北部双方の新聞に掲載された。

## 戦闘の後
南軍の損失は比較的少なく（戦死14名、負傷86名）、北軍の損失は多かった。砦にいた585名ないし605名のうち、277名ないし297名が戦死したと報告された。兵士の人種が損失に影響したことは明らかである。守備隊の黒人兵のうち、わずか58名（約20%）が捕虜になったのに対し白人の捕虜は168名（ほぼ60%）だった。銃撃された捕虜の全てが黒人ではなかった。ブラッドフォード少佐は明らかに降伏後に撃たれた者の中に入っていた。しかし、南軍兵は黒人が自分達と戦い、当初は降伏を躊躇った（黒人兵の多くが北軍の制服を着て降伏したとしても殺されるだけだと考えた）と考えたことに対するその怒りがこの悲劇を生んだ。
南軍はその夜にピロー砦から立ち退いたので、北軍の作戦を一時的に混乱させたこと以外大して得るものは無かった。「ピロー砦虐殺」はその後北軍の鬨の声に使われ、戦争を最後まで遂行する決意を固めさせた。
ピロー砦の後で、エイブラハム・リンカーン大統領は南軍に、捕獲した北軍の黒人兵を、たとえ逃亡奴隷であったとしても、戦争捕虜として待遇するよう要求した。この要求は拒否された。その結果、捕虜交換が止められた。
ピロー砦は現在州立公園の中で保存されており、1974年に国立歴史史跡に登録された。

## 大衆文化の中で
1997年、アメリカの動画『セイバー川の最後の抵抗』（エルモア・レナードの小説に基づく）では、ピロー砦の南軍脱走兵である人物（トム・セレック演技）が登場する。この人物は合衆国南西部の故郷に帰り、この出来事を殺人として言及している。
2006年、ハリイ・タートルダヴは、その多くのもう一つの歴史小説とは対照的に、この戦闘と虐殺についての歴史小説『ピロー砦』を出版した。そのもう一つの歴史小説『南部の銃』ではピロー砦の出来事が小説の想像された時系列の中で虐殺として言及されている。フランク・ヤービーはその1946年の小説『ハーローの狐達』で虐殺について簡単に触れている。